# هندبال ساحلی

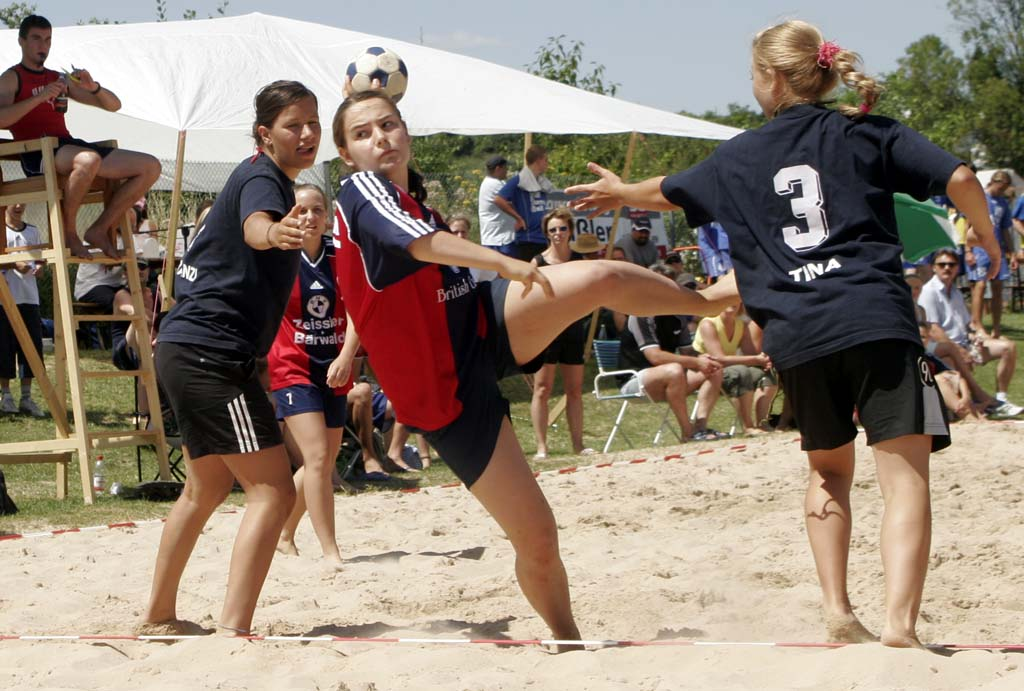
یک پرتاب به سمت گل

هندبال ساحلی یکی از فرمهای هندبال است که در ساحل برگزار می‌گردد در این بازی که در دو یا سه ست برگزار می‌گردد بازیکنان باید توپ را با دست وارد دروازه حریف کنند. بیشتر قوانین این بازی همانند هندبال است. زمین هندبال ساحلی طول ۲۷ متر و عرض ۱۲ متر و دو منطقه ۶ متری برای دروازه‌بان وجود دارد. این بازی در دو ست ۱۰ دقیقه ای جداگانه که هر کدام یک امتیاز است هر تیم که ۲ امتیاز را به دست آورد برنده است. اگر هر تیم یک ست را برد و ۱بر۱ مساوی شدند به نبرد تن به تن می‌روند. در این بازی گل بازیکن عادی ۱ امتیاز و گل دروازه‌بان ۲ امتیاز دارد. یک بازیکن وجود دارد که در زمان حمله با دروازبان جابه‌جا می‌شود و گل عادی او ۲ امتیاز است. بازیکنان عادی برای زدن گل دو امتیازی باید با حرکات نمایشی توپ را وارد دروازه کنند که به دو صورت چرخش و فضا است.
چرخش:بازیکن توپ به دست باید دو پا را در کنار هم و موازی قرار داده و یک چرخش ۳۶۰ درجه داشته باشد و در هوا توپ را وارد دروازه کند که دو امتیاز دارد.
فضا:یک بازیکن بدون توپ با پرش در منطقه ۶ متر و گرفتن پاس از یار خود در هوا و وارد کردن آن به دروازه دو امتیاز دارد.